# Mikel Iribas
Mikel Iribas Aliende (San Sebastián, Guipúzcoa, 13 de abril de 1988) es un exfutbolista profesional español que jugaba como defensa. Desde junio de 2023 es secretario técnico del Club de Fútbol Fuenlabrada.

## Trayectoria
Formado en la cantera de la Real Sociedad, jugó en el filial realista una única temporada 2007-08. En la temporada 2008-09 firmó por el C. D. Mirandés, donde consiguió sendos ascensos desde la tercera división hasta la Segunda División en la temporada 2011-12. Para la temporada 2013-14 firmó por el A. D. Alcorcón. En 2016 fichó por el C. F. Fuenlabrada, con el que consiguió otro ascenso a Segunda División y disputó 212 partidos hasta su retirada en junio de 2023. Entonces siguió vinculado al club como secretario técnico.

## Clubes
| Club              | País   | Año       |
| ----------------- | ------ | --------- |
| Real Sociedad "B" | España | 2007-2008 |
| C. D. Mirandés    | España | 2008-2013 |
| A. D. Alcorcón    | España | 2013-2016 |
| C. F. Fuenlabrada | España | 2016-2023 |

## Palmarés

### Campeonatos nacionales
| Título                       | Club           | País   | Año  |
| ---------------------------- | -------------- | ------ | ---- |
| Tercera División             | C. D. Mirandés | España | 2008 |
| Segunda División B (Grupo 2) | C. D. Mirandés | España | 2012 |

### Copas regionales
| Título                  | Club           | País   | Año  |
| ----------------------- | -------------- | ------ | ---- |
| Copa de Castilla y León | C. D. Mirandés | España | 2011 |
| Copa de Castilla y León | C. D. Mirandés | España | 2012 |